# 佐貫観音院
佐貫観音院（さぬきかんのんいん）は、栃木県塩谷郡塩谷町佐貫にある真言宗智山派の寺院である。江戸時代までは岩戸山慈眼寺観音院であったが、明治期の廃仏毀釈によって慈眼寺は廃寺となり、現在は宇都宮市篠井町の東海寺の別院となっている。本尊は鬼怒川河畔にある聖観世音菩薩（しょうかんぜおんぼさつ）。
寺域には高さ64mの観音岩と呼ばれる大岩が聳え、その窟内にある「奥の院大悲窟」には四国讃岐国多度郡郡司であった藤原富正所有の念持仏、佩刀、弘法大師（空海）作の如意輪観音と馬頭観音の2仏、中将姫の蓮の曼荼羅、藤原秀郷や源義家の奉納品（太刀、武具、銅鏡など）が納められていたと云われる。現在、銅版阿弥陀曼荼羅と銅鏡は宇都宮市篠井町の東海寺にて保管されているという。また、この観音岩の壁面には「大日如来坐像」が線刻されており、この磨崖仏は周囲の自然環境とともに佐貫石仏の名称で国の史跡に指定されている。観音岩下部には磨崖仏の大日如来を中央とする左右に祠がある。磨崖仏に向かって左側の祠は「白龍洞」と呼ばれる洞窟内にあり木造の御堂が建てられている。右側の祠は二枚の「立岩」が目前に立ち、その背後の洞穴内の小さな石造の祠となっている。観音岩頂上部には天然物とも人工物とも判らない「亀の子岩」が載っており、神の使いとしてまた長寿の象徴として珍重されている。

## 文化財
- 佐貫石仏（史跡）

1926年（大正15年）2月24日、国の史跡に指定。

## 交通アクセス
バス
- JR宇都宮駅西口・東武駅前バス停から
  - 関東バス　塩野室船生線に乗車約1時間「佐貫観音前」下車、徒歩5分。

車
- 東北自動車道宇都宮インターチェンジから
  - 国道119号、栃木県道77号宇都宮船生高徳線にて約30分。